# Бой при Поплар-Гров
Бой при Поплар-Гров — одно из вооружённых столкновений в ходе Второй англо-бурской войны, которое произошло 23 февраля (7 марта) 1900 года близ бурской фермы Поплар-Гров расположенной на левом берегу реки Моддер примерно в 80 километрах к западу от города Блумфонтейна.
После сдачи отряда Пита Арнольда Кронье войскам фельдмаршала Фредерика Робертса под Пардебергом, англичане до 23 февраля (7 марта) 1900 года оставались у фермы Осфонтейн, организуя тыл для наступления к Блумфонтейну.
Среди буров царили пораженческие настроения, и военачальникам их стоило больших трудов удержать в своих руках часть сражавшихся. Задача задержать движение Робертса к Блумфонтейну была возложена республиканскими правительствами на генерала Христиана Де Вета, которому с трудом удалось собрать 3—4 тысячи буров, сосредоточив их близ фермы Поплар-Гров.
Отряд Девета занял линию, протяжением до 20—25 километров, по обе стороны реки Моддер. Позиция была занята прерывчато, и жидкие цепи стрелков располагались только в нескольких важнейших оборонительных пунктах. Такое расположение отчасти сглаживалось превосходным применением к местности и искусством стрельбы, но, конечно, упорного боя дать не могло.
Английская армия выступила от Осфонтейна 23 февраля (7 марта) 1900 года. Отданные накануне распоряжения Робертса сводились к следующему: конница Френча с 7 конными батареями и 1.800 человек ездящей пехоты, выступив в 3 часа ночи, должны были обойти левый фланг противника, зайти ему в тыл и атаковать его главный лагерь у Поплар-Гров; правой колонне (6-я пехотная дивизия) приказано было выступить в полчетвёртого ночи и, обойдя левый фланг буров, овладеть семью холмами; на центр (гвардейская пехотная бригада с 4 морскими пушками и несколькими ротами ездящей пехоты) возлагалось занятие высоты в 4 км от Осфонтейна и поддержка оттуда огнем атаки 6-й дивизии; 14-я бригада (7-й дивизии) с 18 полевыми орудиями и несколькими ротами пехоты, наступая южнее реки, не должны были ввязываться в серьезный бой, а только привлечь на себя внимание республиканцев. Выступив в пол шестого ночи 9-я дивизия с 3 морскими 12-фунтовыми орудиями образовала левый фланг и должна была овладеть Леон-Копом. Таким образом, длинная линия буров должна была быть атакована пятью колоннами, наступавшими на фронте в примерно в 16 километров, без связи между собою и без общего резерва.
Удар намечался в обход обоих флангов, при чём решения боя Робертс искал на левом фланге буров; что было вполне логично, так как от этого фланга отходили важнейшие пути к центральным частям Оранжевой республики. Каждая из британских колонн была не слабее всех сил буров, взятых вместе, чем устранялась опасность их поражения по частям. Несмотря на сделанные заранее распоряжения, сражение разыгралось для британцев неудачно.
Первой не выполнила диспозицию конница, хотя и выступившая из лагеря своевременно, но остановившаяся примерно в двух километрах от него, опасаясь трудности движения и ориентировки в ночной темноте. Остановка эта повела к опозданию, и только к 7:45 утра она вышла на высоту левого фланга буров; однако, вместо того, чтобы зайти в тыл, Френч развернулся, выдвинул артиллерию и ввязался в бой. Около 8:30, морские орудия открыли огонь против 7 холмов, и занимавшие их 300 буров отступили на северо-восток, к Поплар-Гров.
В 9 часов вступила в дело пехота, и произошел ряд локальных боестолкновений. В 10 часов утра буры беспрепятственно отступили на всём участка южнее реки Моддер, а в 11:30 утра ушли и с Леон-Копа, обстреливаемые артиллерией 14-й бригады и 9-й дивизии. Только около полудня конница показалась на дороге в тылу противника. Часть буров отходила медленно, «цепляясь» всюду за местные препятствия и прикрывая обозы. Большинство же бросило позицию и спешило спасать свои фургоны с имуществом, опасаясь обходного манёвра английской конницы.
И хотя формально британцы одержали победу, это день стал для них днем упущенных возможностей: вследствие непонятной медлительности движения (ок. 30 км за 9 часов) Френч пропустил случай одержать крупный успех и возможность захватить в плен обоих президентов, Пауля Крюгера и Мартинуса Тёниса Стейна, которые уехали из Поплар-Гров только в 9 часов утра.